# Pilopogonella laevis
Pilopogonella laevis là một loài rêu trong họ Dicranaceae. Loài này được Taylor E.B. Bartram mô tả khoa học đầu tiên năm 1934.